# Reinach (Bâle-Campagne)
Pour les articles homonymes, voir Reinach.
Reinach est une ville et une commune suisse du canton de Bâle-Campagne, située dans le district d'Arlesheim.

## Géographie

Vue aérienne de 500 m par Walter Mittelholzer (1923).

Le territoire de Reinach s'étend sur 7 km2. Lors du relevé de 2013-2018, les surfaces d'habitations et d'infrastructures représentaient 55,2 % de sa superficie, les surfaces agricoles 25,8 %, les surfaces boisées 16,6 % et les surfaces improductives 1,7 %.
| Bottmingen       | Bâle    | Münchenstein |
| Oberwil, Therwil | Reinach | Arlesheim    |
|                  | Aesch   | Dornach      |

## Histoire
Située sur le flanc sud du Bruderholz dans la vallée de la Birse, la région de Reinach est colonisée au moins depuis le milieu de l'âge de la pierre, comme le prouvent les tombes et les outils découverts lors de fouilles archéologiques. D'autres reliques datant de l'âge du bronze ainsi que de l'époque romaine ont également été mises au jour.
La première mention écrite du village, sous le nom de Rinacho vient de Ludwig Garewart, prince-évêque du diocèse de Bâle entre 1164 et 1176. En 1194 le village appartient couvent de Beinwil.
Le village est durement touché par le tremblement de terre de Bâle de 1356 et en grande partie détruit. En 1373, le village est acquis par l'évêché de Bâle comme remboursement d'une dette et passe sous la seigneurie de la famille von Ramstein.
Lorsque le canton de Bâle rejoint la Confédération en 1501, Reinach reste comme territoire de l'évêché. La commune passe à la réforme protestante en 1525, mais revient au catholicisme en 1595, à la suite de la Contre-Réforme menée par l'évêque Jacques Christophe Blarer de Wartensee. À cette époque, Reinach est un important centre économique et commercial, servant notamment de dépôt de sel et de fruits pour les bailliages de Birseck et Pfeffingen.
La commune est envahie par les troupes françaises en 1792 et est annexée au département du Mont-Terrible (dont elle est l'un des chefs-lieux) jusqu'en 1800 où elle fait partie du département du Haut-Rhin. À la suite du congrès de Vienne de 1815, elle est rattachée au canton de Bâle avant de finalement rejoindre, en 1833, le canton de Bâle-Campagne lors de sa création.
Encore simple village de paysans au début du XXe siècle, Reinach va connaitre un développement important avec l'arrivée, dès 1907 de la ligne de train du pied du Jura puis, dans les années 1950, l'autoroute. La commune fait aujourd'hui partie de l'agglomération bâloise.

## Démographie

### Évolution de la population
Reinach compte 19 667 habitants au 31 décembre 2022 pour une densité de population de 2 810 hab/km2. Sur la période 2010-2019, sa population a augmenté de 2,8 % (canton : 5,5 % ; Suisse : 9,4 %).  

### Pyramide des âges
En 2020, le taux de personnes de moins de 30 ans s'élève à 27,5 %, au-dessous de la valeur cantonale (29,6 %). Le taux de personnes de plus de 60 ans est quant à lui de 33 %, alors qu'il est de 29,1 % au niveau cantonal.
La même année, la commune compte 9 162 hommes pour 9 997 femmes, soit un taux de 47,8 % d'hommes, inférieur à celui du canton (49,1 %).
| Hommes | Classe d’âge | Femmes |
| ------ | ------------ | ------ |
| 0,9    | 90 ans ou +  | 1,6    |
| 11,4   | 75 à 89 ans  | 14,2   |
| 18,3   | 60 à 74 ans  | 19,5   |
| 23,3   | 45 à 59 ans  | 22,8   |
| 16,2   | 30 à 44 ans  | 16,9   |
| 15,5   | 15 à 29 ans  | 12,8   |
| 14,4   | - de 14 ans  | 12,2   |

| Hommes | Classe d’âge | Femmes |
| ------ | ------------ | ------ |
| 0,8    | 90 ans ou +  | 1,5    |
| 9,1    | 75 à 89 ans  | 11,3   |
| 17,4   | 60 à 74 ans  | 18,0   |
| 22,9   | 45 à 59 ans  | 22,5   |
| 18,9   | 30 à 44 ans  | 18,6   |
| 15,9   | 15 à 29 ans  | 14,5   |
| 15,1   | - de 14 ans  | 13,7   |

## Culture et patrimoine

### Héraldique
| Blason | Blasonnement : Parti d'argent à la crosse pastorale posée en pal et d'azur à trois pesants d'or rangés en pal. |

### Monuments et curiosités
Au sommet du Bruderholz se trouve le monument Bruderholzdenkmal commémoratif de la bataille homonyme qui s'y est déroulée. Dans la ville même, se trouve une église protestante construite par l'architecte Ernst Gisel.